# Ольшанское сельское поселение (Воронежская область)
Ольшанское се́льское поселе́ние — муниципальное образование в Острогожском районе Воронежской области Российской Федерации.
Административный центр — село Нижний Ольшан.

## География
Законом Воронежской области от 02 декабря 2004 года № 88-ОЗ «Об установлении границ, наделении соответствующим статусом, определении административных центров муниципальных образований Грибановского, Каширского, Острогожского, Семилукского, Таловского, Хохольского районов и города Нововоронеж» Ольшанский сельсовет наделен статусом сельского поселения и определены его границы. Административным центром Ольшанского сельского поселения является село Нижний Ольшан.
Общая площадь поселения составляет 12211,6 га; в том числе земли сельхозугодий 9346,0 га.

## История
Статус и границы сельского поселения установлены Законом Воронежской области от 2 декабря 2004 года № 88-ОЗ «Об установлении границ, наделении соответствующим статусом, определении административных центров муниципальных образований Грибановского, Каширского, Острогожского, Семилукского, Таловского, Хохольского районов и города Нововоронеж».

## Население
| 2000  | 2005  | 2010  | 2012  | 2013  | 2014  | 2015  |
| ----- | ----- | ----- | ----- | ----- | ----- | ----- |
| 1545  | ↘1486 | ↘1350 | ↘1284 | ↘1275 | ↘1266 | ↘1264 |
| 2016  | 2017  | 2018  |       |       |       |       |
| ↘1257 | ↘1238 | ↘1229 |       |       |       |       |

Населяют: русские (более 90%), немцы, украинцы, молдаване, азербайджанцы. Численность населения на 1 января 2010 года 1320 человек. Из них трудоспособного населения – 700 чел., детей до 16 лет – 218 чел., пенсионного возраста 402 чел. Удельный вес русского населения .

## Состав сельского поселения
| № | Населённый пункт | Тип населённого пункта       | Население |
| - | ---------------- | ---------------------------- | --------- |
| 1 | Верхний Ольшан   | село                         | ↗167      |
| 2 | Засосна          | хутор                        | ↘78       |
| 3 | Коловатовка      | деревня                      | ↘55       |
| 4 | Нижний Ольшан    | село, административный центр | ↘884      |
| 5 | Шинкин           | хутор                        | ↘166      |

## Экономика
В основном местное население занимается скотоводством, огородничеством, садоводством. Самым памятным историческим местом является православная церковь в селе Верхний Ольшан, которая является памятником зодчеству и занесена в книгу «Исторические памятники России», а также памятник погибшим односельчанам в годы Великой Отечественной войне. Памятными датами являются: день основания села Нижний Ольшан (ноябрь 1644 года) и день освобождения села от немецко-фашистских захватчиков, который является и престольным праздником (19 января 1943 года).

## Инфраструктура
На территории Ольшанского сельского поселения расположены и работают средняя школа, 4 фельдшерско-акушерских пункта, 3 сельских клуба, 8 магазинов, 3 крестьянско-фермерских хозяйства.
Два населённых пункта — (Нижний Ольшан и Коловатовка) — газифицированы.
Удельный вес дорог с твердым покрытием – 68%.